# Stronger (пісня Каньє Веста)
«Stronger» — пісня американського репера Каньє Веста, випущена 31 липня  2007 року як другий сингл з його третього студійного альбому Graduation. Пісня спродюсована Каньє Вестом, а розширене аутро було спродюсоване спільно з Майком Діном. Композиція має електронну природу, з використанням ударних і синтезаторів як основних інструментів. Пісня містить вокальний семпл пісні «Harder, Better, Faster, Stronger» французького дуету Daft Punk. На 50-й церемонії вручення премії «Греммі» пісня виграла «Греммі» за «Найкраще сольне реп-виконання». У Сполучених Штатах було продано п’ять мільйонів копій пісні «Stronger», а у 2021 році Американська асоціація компаній звукозапису присудила їй  діамантовий сертифікат, що зробило її одним із найбільш продаваних синглів у США. У 2021 році пісня увійшла до списку 500 найкращих пісень усіх часів за версією Rolling Stone.

## Історія створення
Частина треку «Stronger» вперше з'явилася на мікстейпі Can't Tell Me Nothing. Після цього, 31 травня 2007 року, Брендон Джошуа виклав повний трек у своєму подкасті. Обкладинка синглу з'явилася на сайті Каньє 28 червня 2007 року. Вона створена японським художником Такасі Муракамі, який також допоміг Весту зробити обкладинку альбому Graduation. На обкладинці зображений символ Уеста - плюшевий ведмедик, на якому одягнені такі ж окуляри як у Каньє в кліпі. Уест виконав часткову версію цієї пісні 1 липня 2007 року, на концерті на честь Принцеси Діани на стадіоні Уемблі. На стадіоні були 63 000 людей, а приблизно 500 мільйонів у більш ніж 140 країнах дивилися цей захід по телевізору.
31 липня 2007 року сингл з'явився в iTunes. Він дебютував на 47 місці, а зрештою піднявся на перше місце. Це третій сингл Уеста, який піднявся на перше місце в США, разом з «Slow Jamz» і «Gold Digger». Після того як сингл піднявся на перше місце ще й у Великій Британії, пішов міжнародний успіх. Він посів перше місце серед синглів у Канаді, Туреччині та Новій Зеландії. Також трек отримав визнання критиків та отримав кілька нагород, серед яких премія «Греммі». Групу Daft Punk, з подивом для неї, запросили на 50-у церемонію вручення премії «Греммі» у Стейплс Центр у Лос-Анджелесі, де вони виконали перероблену версію своєї пісні. У прес-релізі зауважили, що це перший живий телевізійний виступ у їхній кар'єрі.

## Художні особливості
За жанром трек «Stronger» — суміш хіп-хопу з електронною музикою. Написаний у тональності мі-бемоль мінор, зі швидкістю 104 ударів за хвилину. У пісні використовується вокал, взятий з пісні «Harder, Better, Faster, Stronger» групи Daft Punk. Його зробили більш схожим на голос робота та зменшили темп. Також у пісні більш ніж три рази використовується відомий вислів Фрідріха Ніцше «Що не вбиває нас, робить нас сильнішими».
Каньє Вест співпрацював з Timbaland, щоб привести звук ударних до того виду, який став остаточним і з'явився на альбомі Graduation. Передальбомна версія треку була випущена 4 жовтня 2007 року. У цій версії є додатковий куплет і звук менш схожий на синтезаторний.
3 липня 2007 року, в інтерв'ю BBC Radio 1 Каньє заявив, що він вірить, що «Stronger» — велика пісня, і що він не порівнює її з оригіналом. «Автори Harder, Better, Faster, Stronger», група Daft Punk, при першому прослуховуванні на радіостанції Power 106 в Сан-Франциско, залишилися задоволені піснею.

## Комерційний успіх
11 серпня 2007 року «Stronger» дебютував у Billboard Hot 100 на 47 місці. Це найкращий результат того тижня. Наступні вісім тижнів, трек піднімався у чарті і 29 вересня дістався першого місця. Станом на серпень 2010 року в США було продано 4 106 000 цифрових копій. Пісня дебютувала під номером 3 в UK Singles Chart. Наприкінці 2007 року сингл стояв на 19 місці в списку найбільш продаваних синглів за рік у Великобританії. З тих пір у Сполучених Штатах було продано п’ять мільйонів копій пісні «Stronger», а у 2021 році Американська асоціація компаній звукозапису присудила їй  діамантовий сертифікат, що зробило її одним із найбільш продаваних синглів у США.

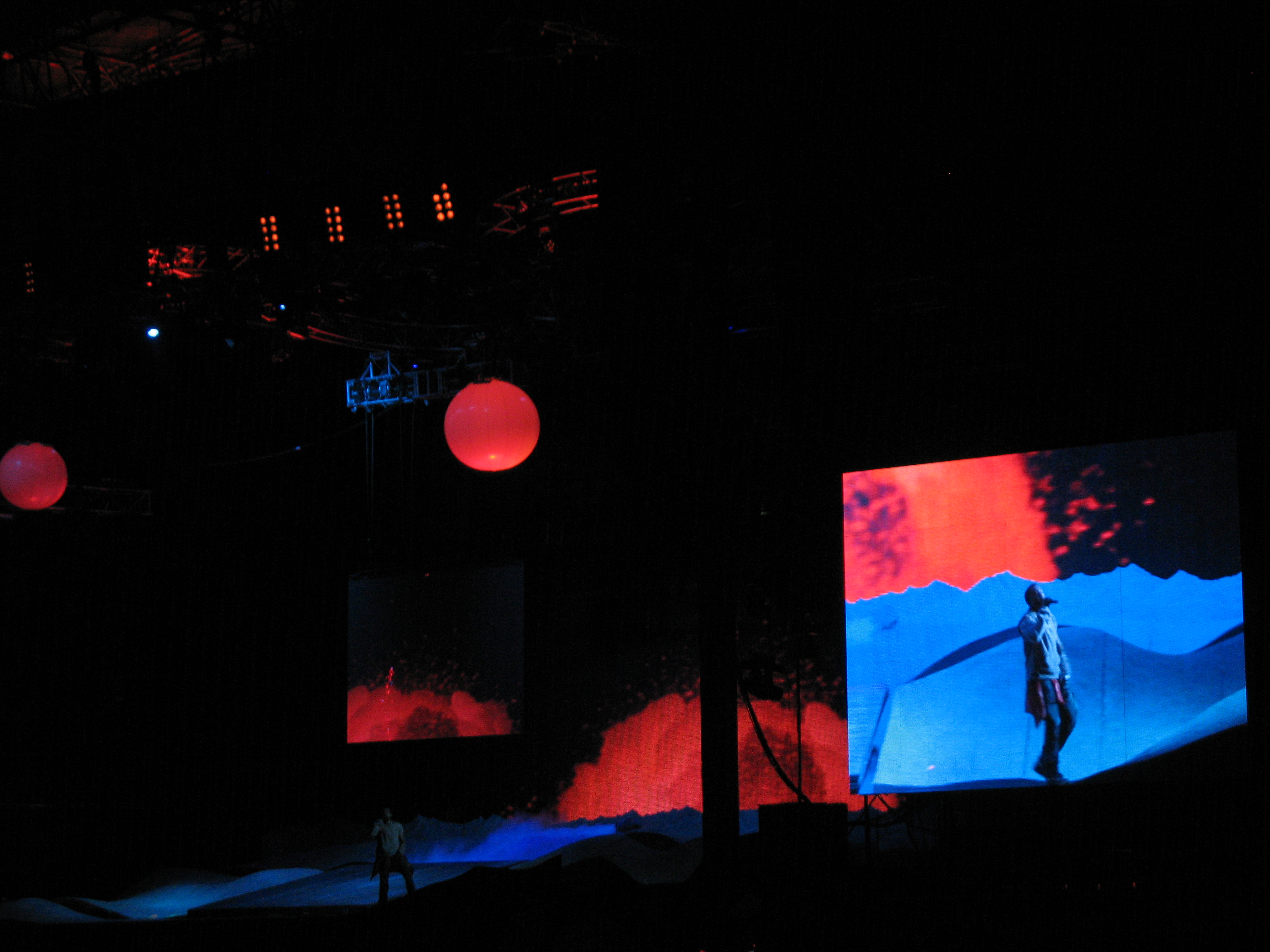
Каньє Вест виконує «Stronger» на музичному фестивалі Bonnaroo в Манчестері, штат Теннессі, 14 червня 2008 року під час туру Glow in the Dark Tour.

## Критика
Пісня була добре прийнята музичними критиками. Енн Пауерс з Los Angeles Times високо оцінила виступ Веста: «На «Stronger» він штовхається, як бігун на біговій доріжці, завжди на межі втрати дихання». Хоча Луї Паттісон з NME розкритикував пісню, назвавши її «нахабною крадіжкою» від Daft Punk; також він назвав пісню «серенадою вокодера з силіконовим серцем, підсиленою синтезаторами, схожими на гувер». Анна Пікард з The Guardian похвалила його за семпл Daft Punk, вважаючи, що композиція починається з «безпосереднього знайомства семпла Daft Punk», а семпл «добре працює над цим стукаючим ритмом».
«Stronger» з'явилася в численних списках наприкінці року; Spin назвав «Stronger» найкращою піснею 2007 року, The Village Voice поставив «Stronger» на сьоме місце в щорічному опитуванні критиків Pazz & Jop наприкінці року. MTV назвав «Stronger» шостою найкращою піснею 2007 року. Consequence of Sound назвав її 17-ю найкращою піснею 2007 року. «Stronger» посіла 20 місце в рейтингу щорічного австралійського Triple J Hottest 100. Журнал Rolling Stone назвав її одинадцятою найкращою піснею 2007 року, в інших опитуваннях читачів журналу наприкінці десятиліття пісня була названа шостим найкращим синглом 2000-х років. Крім того, опитування читачів Rolling Stone у 2013 році поставило «Stronger» на восьму сходинку найкращої пісні Каньє Веста на той момент.

## Музичне відео
Відео знято Хайпом Вільямсом (англ. Hype Williams) за дев'ять днів у Японії. Вперше воно було показано 19 червня 2007 року в Tribeca Studios у Нью-Йорку. Громадська прем'єра відбулася 26 червня на телеканалі MTV Germany у програмі TRL.
Також у кліпі знімалися співачка та модель Кейсі Вентура, японська мотоциклетна банда і два актори з фільму «Daft Punk's Electroma», одягнені як гурт Daft Punk. Кліп містить численні кадри з аніме «Akira», 1988 року випуску. Окуляри, які Вест носить у кліпі, стали його візитною карткою.

## Кавер-версії та використання
JabbaWockeez виконали виступ під цей трек у фіналі першого сезону конкурсу «Королі танцполу». 30 Seconds to Mars виконали кавер-версію «Stronger» на BBC Radio 1 і випустили його у Великій Британії разом із синглом «From Yesterday». У цій версії використовується гітара, а темп знижений. Також пісню можна почути у проморолику до фільму «Королівство», у 4 епізоді 4 сезону американського серіалу «Антураж» і у фільмі Ніколи не здавайся», під час сцени, коли герой збирається і їде в клуб на турнір. Британський репер Kano випустив фрістайл-версію пісні на своєму мікстейпі MC No. 1. Американський репер Pitbull додав свій текст і приспівуючи не змінюючи мелодії, на початку пісні, до оригінального виконання Каньє Вестом, тривалість треку склала близько 5 хвилин. «Stronger» використовувався в ігровому телевізійному ролику для відеогри Watch Dogs 2 2016 року.

## Спадок
Вважаючись однією з найбільш сприятливих для радіо пісень, «Stronger» не лише заохотила інших виконавців хіп-хопу включати елементи хаусу та електроніки у свою музику, але й відіграла важливу роль у відродженні диско та електро-музики в кінці 2000-х.
У 2011 році Stronger була визнана «найкращою піснею для тренувань усіх часів» після того, як очолила загальнонаціональне опитування Gold's Gym. «Stronger» посідає третє місце серед найпопулярніших тренувальних композицій усіх часів на Spotify. У 2020 році uDiscoverMusic назвав її найкращою піснею для тренувань усіх часів.
У 2021 році пісня потрапила під номер 500 у списку 500 найкращих пісень усіх часів за версією Rolling Stone.

## Список композицій
| CD-сингл (інтернаціональний) 1. «Stronger» (Album version) – 5:15 2. «Stronger» (Instrumental) – 5:15 3. «Can't Tell Me Nothing» – 4:34 4. «Stronger» (Video) – 4:29 Рекламний 12" сингл A-side 1. «Stronger» (Clean) 2. «Stronger» (Explicit) B-side 1. «Stronger» (Radio edit) 2. «Stronger» (Instrumental) 3. «Bittersweet» (Bonus track) | Британський CD-сингл 1. «Stronger» (Album Version) – 5:14 2. «Can't Tell Me Nothing» (Album Version) – 4:32 12" picture disc (Великобританія) 1. «Stronger» (Radio edit) 2. «Stronger» (LP dirty) 3. «Stronger» (Instrumental) 4. «Stronger» (LP clean) Ремікс iTunes 1. «Stronger (A-Trak Remix)» – 4:36 2. «Stronger (Andrew Dawson Remix)» – 4:46 |

## Чарти

### Щотижневі чарти
| Чарт (2007–2008)                          | Найвища позиція |
| ----------------------------------------- | --------------- |
| Австралія (ARIA)                          | 2               |
| Австрія (Ö3 Austria Top 75)               | 22              |
| Бельгія (Ultratip Flanders)               | 3               |
| Бельгія (Ultratip Wallonia)               | 6               |
| Канада (Canadian Hot 100)                 | 1               |
| Канада (CHR/Top 40) (Billboard)           | 1               |
| Канада (Hot AC) (Billboard)               | 17              |
| Чехія (IFPI)                              | 19              |
| Данія (Tracklisten)                       | 20              |
| ЄС (European Hot 100 Singles) (Billboard) | 8               |
| Фінляндія (Suomen virallinen lista)       | 11              |
| Франція (SNEP)                            | 33              |
| Німеччина (Media Control AG)              | 17              |
| Ірландія (IRMA)                           | 2               |
| Італія (FIMI)                             | 35              |
| Мексика (Top 20 – Inglés)                 | 5               |
| Нідерланди (Tipparade)                    | 2               |
| Нідерланди (Mega Single Top 100)          | 35              |
| Нова Зеландія (RIANZ)                     | 1               |
| Норвегія (VG-lista)                       | 3               |
| Шотландія (Official Charts Company)       | 3               |
| Швеція (Sverigetopplistan)                | 19              |
| Швейцарія (Media Control AG)              | 18              |
| Велика Британія (Official Charts Company) | 1               |
| Велика Британія (UK R&B Chart)            | 1               |
| США (Billboard Hot 100)                   | 1               |
| США (Hot Dance Airplay) (Billboard)       | 21              |
| США (Hot R&B/Hip-Hop Songs) (Billboard)   | 30              |
| США (Rap Songs) (Billboard)               | 3               |
| США (Mainstream Top 40) (Billboard)       | 1               |
| США Pop 100 (Billboard)                   | 1               |
| США (Rhythmic) (Billboard)                | 3               |

| Чарт (2007)                          | Позиція |
| ------------------------------------ | ------- |
| Австралія (ARIA)                     | 19      |
| Європа (European Hot 100 Singles)    | 33      |
| Німеччина (Official German Charts)   | 80      |
| Ірландія (IRMA)                      | 20      |
| Нова Зеландія (Recorded Music NZ)    | 42      |
| Швейцарія (Schweizer Hitparade)      | 74      |
| UK Singles (Official Charts Company) | 19      |
| UK Urban (Music Week)                | 16      |
| США Billboard Hot 100                | 27      |
| США Rhythmic (Billboard)             | 17      |

| Чарт (2008)                          | Позиція |
| ------------------------------------ | ------- |
| Канада (Canadian Hot 100)            | 33      |
| UK Singles (Official Charts Company) | 140     |

| Чарт (2016)            | Позиція |
| ---------------------- | ------- |
| Australia Urban (ARIA) | 36      |

| Чарт (2017)            | Позиція |
| ---------------------- | ------- |
| Australia Urban (ARIA) | 39      |

## Сертифікації
| Регіон | Сертифікація  | Продажі    |
| --- | ------------- | ---------- |
| Австралія (ARIA)                                                                                           | 8× Платиновий | 560 000    |
| Канада (Music Canada) Завантаження                                                                         | –             | 152,000    |
| Данія (IFPI Denmark)                                                                                       | 2× Платиновий | 180 000    |
| Німеччина (BVMI)                                                                                           | 5× Золотий    | 750 000    |
| Італія (FIMI)                                                                                              | 2× Платиновий | 100 000    |
| Велика Британія (BPI)                                                                                      | 3× Платиновий | 1 800 000  |
| США (RIAA)                                                                                                 | Діамантовий   | 10 000 000 |
| США (RIAA) Mastertone                                                                                      | Платиновий    | 1 000 000* |
| *продажі, що базуються лише на сертифікаціях · продажі+прослуховування, що базуються лише на сертифікаціях |               |            |